# 포엣 앤 더 루츠
포엣 앤 더 루츠(Poet and the Roots)는 레게 밴드로 린턴 퀘시 존슨의 시에 덥 배킹 트랙을 붙여 음악을 만들었다. 유일한 음반인 《Dread Beat an' Blood》는 버진 레코드 레이블을 통해 발매하였으며, 이후 존슨은 자신의 이름으로 음반을 발표하기 시작하지만 일부 음악가들이 그의 음반에 참여했다.

## 디스코그래피

### 정규 음반
- Dread Beat an' Blood, Virgin Records, 1978

### 싱글
- "All Wi Doin' Is Defendin'", Virgin Records, 1977
- "It Dread Inna Inglan (For George Lindo)", Virgin Records, 1978